# Hokuto, Yamanashi
Hokuto (北杜市 Hokuto-shi?) este un municipiu din Japonia, prefectura Yamanashi.